# Attentats de mars 2022 en République centrafricaine
Les attentats de mars 2022 en République centrafricaine sont survenus entre le 11 et le 18 mars 2022 lorsque des mercenaires russes du groupe Wagner soutenus par les forces armées ont lancé une offensive contre des groupes armés dans le nord-est du pays au cours de laquelle ils ont tué des dizaines de rebelles et peut-être des centaines de civils, dont des citoyens du Tchad, du Niger, du Soudan et de la République centrafricaine qui y travaillaient comme mineurs artisanaux, éleveurs et chameliers tout en déplaçant des milliers de personnes. Les événements ont été décrits par de multiples sources, notamment nationales en République centrafricaine ainsi qu'au Soudan, sur la base des témoignages de survivants.

## Déroulement
Le 11 mars 2022, des mercenaires russes du groupe Wagner ont quitté la ville de N'Délé en direction du nord. Dans le village de Gounda, ils ont été arrêtés par plus d'une douzaine de rebelles du Front populaire pour la renaissance de la Centrafrique (FPRC). Ils se sont affrontés pendant deux heures et les rebelles ont été contraints de battre en retraite après avoir manqué de munitions. Quatre russes et six rebelles ont été tués ainsi que deux civils touchés par balles alors qu'ils tentaient de s'enfuir. Après la bataille, les russes ont continué vers le village de Gordilla.
Après leur arrivée à Gordila le 13 mars, ils ont commencé à effectuer des perquisitions porte à porte. Lorsque la population civile a commencé à paniquer, elle a ouvert le feu tuant au moins 20 personnes. Pendant ce temps, un autre groupe de russes a attaqué le village de Tirigoulou où ils ont tué 12 personnes, dont le général du FPRC Baba Amibe avec sa femme et ses trois enfants. Ils ont également tué le chef du village local. Pendant ce temps, un combattant rebelle a été tué à Sam Ouandja.
Dans la nuit du 14 au 15 mars, des mercenaires russes sont arrivés dans le village de Sikkikede, dans la Vakaga, où ils ont affronté des rebelles du FPRC, du RPRC et du MLCJ. Au moins 20 personnes ont été tuées des deux côtés et des maisons et des magasins ont pris feu. De nombreux civils ont fui vers Birao et le Tchad. De là, les russes ont continué vers Boromata où ils se sont heurtés aux rebelles locaux avant d'arriver finalement à Birao. Ils ont tué trois bergers à Boromata. Lorsqu'ils sont arrivés le 15 mars à Birao, les rebelles locaux des groupes armés MLCJ et RPRC se sont retirés de la ville vers la frontière avec le Soudan. Puis les Russes ont continué vers le village d'Am Dafok à la frontière avec le Soudan mais ils se sont arrêtés à 30 km du village après avoir reçu un appel téléphonique de Bangui et ont fait demi-tour pour retourner à N'Délé. Avant de battre en retraite, ils ont tué neuf chameliers.

### Massacre des mineurs artisanaux
Entre le 14 et le 18 mars 2022, des mercenaires russes ont attaqué des civils dans les zones minières de la région selon des survivants qui ont fui vers le Soudan. Des centaines de personnes ont peut-être été tuées et des milliers déplacées, les mineurs artisanaux ayant perdu des millions de dollars de biens. Parmi les personnes tuées figuraient des citoyens du Soudan, du Tchad, du Niger et de la République centrafricaine. Selon l'un des survivants interrogé par un journaliste de Middle East Eye, Adam Zakaria, les russes ont attaqué des sites miniers autour d'Andaha avec des hélicoptères d'attaque, des chars et des véhicules 4x4 armés. Il a déclaré que 50 personnes, dont six membres de sa famille, avaient été tuées et que des mercenaires avaient suivi les réfugiés jusqu'à ce qu'ils atteignent le Soudan. Un autre survivant, Zakaria Mohamed Abdallah, a décrit l'attaque russe sur Silonka près d'Andaha. Il a déclaré avoir vu au moins 20 corps et avoir été pillé alors qu'il fuyait à moto vers le poste frontière d'Am Dafock. Haroun Adam a déclaré que les russes soutenus par des combattants du gouvernement ont attaqué des mineurs dans différents endroits d'Andaha et des environs, tuant des dizaines de personnes du Tchad et du Soudan.
Dans l'interview avec Darfour24, Adam Zakaria Abkar (peut-être la même personne que dans le paragraphe précédent) a déclaré que les Russes ont attaqué des mineurs artisanaux à Gordila alors qu'ils revenaient de meuler des pierres qui seraient utilisées pour extraire l'or. Les habitants du village de Gordila ont enterré les corps des personnes tuées dans les cimetières locaux. Adam Zakaria a déclaré qu'il avait réussi à échapper à Wagner après s'être enfui dans la brousse, alors que neuf autres personnes qui avaient tenté de s'échapper avaient été tuées. Il a également déclaré que treize personnes de son village avaient disparu après s'être échappées. Dans le village de Bulbul Abu Jazo au sud du Darfour, une prière a eu lieu pour quatre des habitants du village qui ont été tués en République centrafricaine. Selon un autre survivant interrogé par Darfour24, Hussein Abu Nidal, le 14 mars, quatre soudanais se sont approchés de la base russe et les soldats leur ont tiré dessus, tuant trois d'entre eux. Selon un témoin oculaire anonyme, des hommes armés inconnus ont attaqué la mine d'Andha le lendemain.